# Elbeuf-en-Bray
Elbeuf-en-Bray é uma comuna francesa na região administrativa da Normandia, no departamento de Sena Marítimo. Estende-se por uma área de 10,83 km². Em 2010 a comuna tinha 426 habitantes (densidade: 39,3 hab./km²).